# Philippe Godet
Pour les articles homonymes, voir Godet.

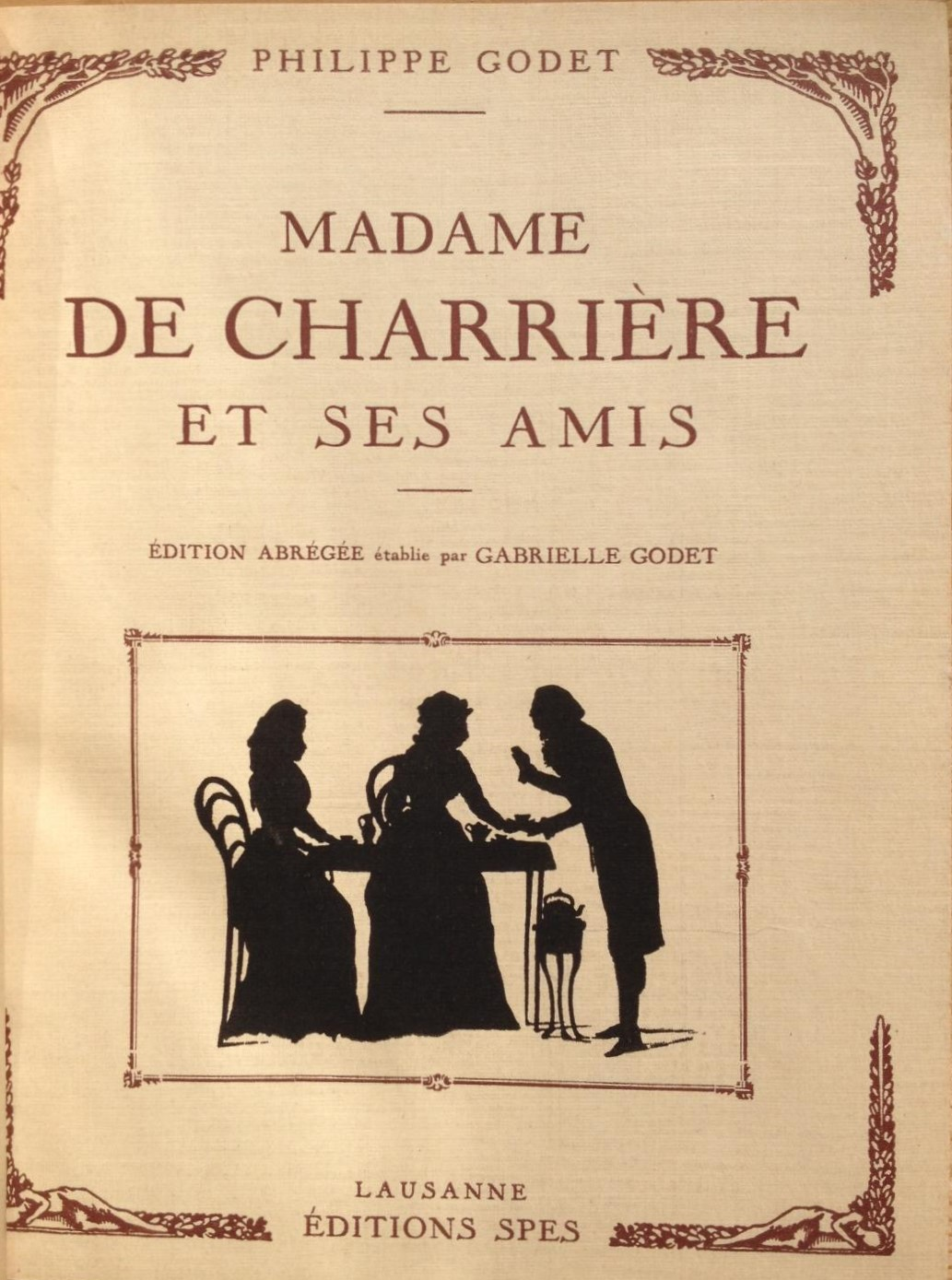
Philippe Godet : Madame de Charrière et ses amis, Lausanne Éditions Spes, 1927. Édition abrégée établie par Gabrielle Godet.

Philippe Ernest Godet est un écrivain suisse né le 23 avril 1850 à Neuchâtel et mort le 27 septembre 1922 dans la même ville.

## Biographie
Philippe Godet est le fils du théologien Frédéric Godet et de Caroline Vautravers, ainsi que le cousin d'Alfred Godet. Il étudie le droit aux Universités de Bâle et de Berlin puis termine ses études à l'Académie de Neuchâtel. Fraîchement diplômé, Philippe Godet est d'abord stagiaire au sein de l'étude d'Henri et Paul Jaccottet avant d'être reçu, en 1873, avocat au barreau neuchâtelois. Âgé d'une vingtaine d'années seulement, le jeune avocat s'essaie à la polémique et défend de sa plume des positions conservatrices. Il rédige des billets d'opinion pour L'Union libérale et lance un journal satyrique intitulé : Le Franc-tireur. Dès 1874 et durant les cinquante prochaines d'années, Philippe Godet est également correspondant neuchâtelois de la Gazette de Lausanne, alors dirigée par son ami bellettrien Édouard Secretan. Aspirant déjà à plus que la carrière juridique à laquelle il s'est formé, Philippe Godet publie, dans ces années-là, deux recueils de poésie : Poignée de rimes (1871) et Premières poésies (1873).
Son goût pour les lettres finit par l'emporter et, en 1880, Philippe Godet renonce au métier d'avocat et quitte la position qu'il occupe au sein de l'étude Favarger et Petitmaître. Désormais, il se consacre uniquement à sa passion : la littérature, dont il se fait critique et historien. Dans un premier temps, pour subvenir à ses besoins et à ceux de son jeune ménage (il a épousé Louise Marie Eugénie Leuba en 1875), Philippe Godet donne des conférences littéraires publiques. Celles-ci, organisées dans le canton de Neuchâtel et dans le canton de Vaud, attirent un vaste public. Rapidement, il obtient une charge d'enseignement en littérature française d'abord à l'École supérieure des jeunes filles (1881-1907), puis au gymnase (1892-1922) de Neuchâtel. Après plusieurs tentatives infructueuses, notamment contre Henri Warnery, Philippe Godet est nommé, en 1900, professeur de littérature française à l'Académie de Neuchâtel, future Université de Neuchâtel. Entre 1917 et 1919, il devient même recteur de cette institution. Orateur hors pair, maniant le verbe comme nul autre, Philippe Godet est un enseignant très apprécié de ses élèves.
En sus de son activité d'enseignant, Philippe Godet contribue massivement à de nombreux journaux et revues. Dès 1882, deux ans à peine après s'être affranchi de sa première carrière, il tient la "chronique suisse" de la Bibliothèque universelle. Cette fonction le fait connaître en Suisse romande comme un historien et un critique littéraire de premier plan. Censeur redoutable, il impose durablement ses critères et ses amis (comme Philippe Monnier ou Paul Seippel) au sein du journal et tient lieu un faiseur de roi dans le milieu des lettres romandes. Fort de son succès au sein de la Bibliothèque universelle, Philippe Godet devient également, dès 1885, correspondant suisse du Journal des Débats et, en 1902, il prend la direction du Foyer romand. Doté d'une plume infatigable, il contribue à de nombreux autres journaux comme: La Semaine littéraire (à l'instar d'un autre neuchâtelois : Édouard Rod), la Revue des Deux-Mondes, la Revue de Paris, etc. Ses contributions fidèles, un demi siècle durant, à la Gazette de Lausanne façonnent durablement la culture romande et plus particulièrement son paysage littéraire. S'il écrit pour les revues les plus en vue, Philippe Godet ne cessera jamais de contribuer avec zèle aux revues de sa région natale comme le Musée neuchâtelois et Le Messager boiteux de Neuchâtel. Ardent francophile, il publie régulièrement des "brèves remarques sur la Langue française" dans ce même journal. Des décennies plus tard, le Cercle Philippe Godet de Neuchâtel poursuivra son œuvre de défense de la langue française.
C'est en 1890 que Philippe Godet assoit définitivement sa stature d'historien de la littérature avec la publication de: Histoire littéraire de la Suisse française (1890; réédité 1895). En même temps, Virgile Rossel fait paraître sa vaste Histoire littéraire de la Suisse romande des origines à nos jours (1889-1891; rééditée 1903). L'un comme l'autre est couronné d'un prix de l'Académie française. Bien que distincts dans leurs perspectives, les deux ouvrages feront date, actant la naissance de la littérature romande comme discipline et objet d'étude. Selon Roger Francillon, si l'Histoire littéraire de Godet veut unifier les champs littéraires français et romand, celle de Virgile Rossel met en valeur l'entité romande par elle-même. En résumé, là où Rossel met de la distance, Godet tisse des liens. Aujourd'hui encore fondamentale pour comprendre la littérature en Suisse romande, l'Histoire littéraire de Godet n'est pourtant pas une somme couronnant des années d'enquête mais une œuvre née dans l'urgence afin de combler un vide. En définitif, en cette fin de XIXe siècle, les travaux de Godet comme de Rossel consacrent la valorisation de la production littéraire nationale et le recentrement national des études littéraires amorcées par Eugène Rambert.
Philippe Godet est par ailleurs l'auteur de Madame de Charrière et ses amis (1906). Pour cet ouvrage, il travaille à partir des archives d'Isabelle de Charrière, conservées à la Bibliothèque publique et universitaire de Neuchâtel et mises à sa disposition par le directeur de la bibliothèque : Charles Berthoud. Œuvre d'une grande érudition, Philippe Godet travaille vingt ans à cet ouvrage qui assoit la postérité Isabelle de Charrière parmi les femmes de lettres du XVIIIe siècle.
Aujourd'hui, Philippe Godet est principalement retenu comme l'auteur de Histoire littéraire de la Suisse française et Madame de Charrière et ses amis cependant il est en fait l'auteur d'une œuvre considérable. En plus de nombreuses chroniques littéraires, Philippe Godet publie de la poésie, un récit biographique, une biographie de son père ou encore de pièces musicales. En effet, à la suite des encouragements de Robert Comtesse, Philippe Godet écrit en 1898, à l'occasion des célébrations du cinquantenaire de l'entrée de Neuchâtel dans la Confédération suisse : Neuchâtel Suisse. Le neuchâtelois Adolphe Ribaux était également pressenti pour la tâche. Cette pièce titanesque, jouée en plein-air et ponctuée d'intermèdes musicaux du compositeur Joseph Lauber, est un succès populaire bien qu'une source d'angoisse pour son maître d’œuvre. Philippe Godet s'essaie à nouveau au genre dramatique en 1914 en composant Prunelle à l'occasion de l'Exposition nationale.
Philippe Godet décède le 27 septembre 1922. Sa disparition fait l'objet de funérailles officielles en ville de Neuchâtel le 30 septembre au Temple du Bas et présence notamment : du président du conseil communal, Charles Perrin, du recteur de l'Université de Neuchâtel, Charles Meckenstock, du président de la Société d'histoire et d'archéologie du canton de Neuchâtel, Arthur Piaget, et du conseiller national, Otto de Dardel. La Société de Belles-Lettres honore son ancien membre en défilant au côté du cercueil.

## Œuvre
- Poignée de rimes, Neuchâtel, Libr. gén. de J. Sandoz, 1871
- Premières poésies, Paris, Sandoz et Fischbacher, Neuchâtel, J. Sandoz, 1873
- Les Réalités (poésies), Berthoud, Neuchâtel, 1887
- Études et Causeries, Fischbacher, Paris, 1889 https://www.google.de/books/edition/Etudes_et_causeries/_DfrAAAAMAAJ?hl=de&gbpv=1&dq=Etudes+et+causeries.+Godet,+Philippe:&printsec=frontcover
- Histoire littéraire de la Suisse française, Delachaux & Niestle / Fischbacher, Neuchâtel / Paris, 1890
- Art et Patrie : Auguste Bachelin d'après son œuvre et sa correspondance, Attinger, Neuchâtel, 1893
- Le Cœur et les Yeux (poésies), Berthoud, Neuchâtel, 1895
- Janie. Idylle musicale en trois actes (musique d'Émile Jaques-Dalcroze), Attinger, Neuchâtel, s.d. (vers 1895)
- Neuchâtel suisse. Cinquantenaire de la République neuchâteloise (pièce historique en un prologue et douze tableaux. Avec intermèdes musicaux par Joseph Lauber), Delachaux & Niestle, Neuchâtel, 1898
- Le Peintre Albert de Meuron d'après sa correspondance avec sa famille et ses amis, Attinger, Neuchâtel, 1901
- Madame de Charrière et ses amis, d'après de nombreux documents inédits (1740-1805) avec portraits, vues, autographes, etc., Jullien, Genève, 1906, 2 vol
  - Madame de Charrière et ses amis. 1740-1805. édition abrégée établie par Gabrielle Godet. Lausanne, Éd. Spes, 1927. x, 497 p. (1 vol.)
- Frédéric Godet (1812-1900). D'après sa correspondance et d'autres documents inédits. Orné d'un portrait hors texte et de 32 gravures, Attinger, Neuchâtel, 1913
- Historiettes de chez nous. Suivies de Chez Victor Hugo, Delachaux & Niestle, Neuchâtel, 1923
- Souvenirs de jeunesse. Neuchâtel, Stuttgart, Bâle, Berlin, Paris, 1850-1874, Delachaux & Niestle, Neuchâtel, 1928

## Hommages
- 1922 : Cérémonie funèbre officielle organisée par la ville de Neuchâtel[20],[21],[22]
- 1923 : Le conseil communal de la ville de Neuchâtel nomme le tronçon reliant la place David Pury à l'embouchure du Seyon: "quai Philippe Godet"  [23]
- 1928 : Le trente juin 1928, la commune de Neuchâtel inaugure, sur le quai Osterwald, un buste en bronze réalisé par Marcel Sandoz[24],[21]. Avant Philippe Godet, seuls Alice de Chambrier, Guillaume Farel et David de Pury ont reçu ce gage de reconnaissance[25]. La pose du buste est initiée par un comité dans lequel on trouve G. Borel-Girard, Alfred Chappuis, Pierre Favarger, Francis Mauler et Arthur Piaget[26]. Le buste est volé en 2015, puis remplacé par une copie trois ans plus tard[27],[28]
- 1932 : À l'occasion du 10e anniversaire de sa mort, la Société de Belles-Lettres remet à l'Université de Neuchâtel un médaillon à l'effigie de son illustre membre sculpté par Landry[29]
- 1942 : Émission-hommage sur Radio-Lausanne[30]
- 1950 : Exposition à la Bibliothèque publique et universitaire de Neuchâtel[31] ainsi qu'à la Bibliothèque nationale suisse[32] à l'occasion du 100e anniversaire de sa naissance
- 1972 : Exposition à la Bibliothèque publique et universitaire de Neuchâtel à l'occasion du 50e anniversaire de son décès[33]
- 1975 : Parution d'un Cahier hommage de l'Institut neuchâtelois[34]
- À Neuchâtel, le quai reliant la Place Pury au Quai Louis Perrier porte son nom[35]

## Distinctions
- Prix Marcelin Guérin de l'Académie française, 1890, pour Histoire littéraire de la Suisse française[36]
- Prix Bordin de l'Académie française, 1906, pour Madame de Charrière et ses amis[37]
- Docteur honoris causa de l'Université de Genève, 1907[7]
- Prix Eugène Rambert, 1909, pour Madame de Charrière et ses amis[38]
- Président d'honneur de la Société d'histoire et d'archéologie du canton de Neuchâtel, [1910]
- Chevalier de la Légion d'honneur, 1913[7]
- Docteur honoris causa de l'Université de Lausanne, 1920
- Commandeur de la Légion d'honneur, 1922
- Officier de l'Ordre de Léopold, 1922
- Prix Schiller, 1923

## Membre de[39]
- Membre de la Société de Belles-Lettres (1867-1922)
- Président de la Société d'histoire et d'archéologie du canton de Neuchâtel (1905-1910)
- Membre de la commission fédérale de la Fondation Schiller
- Membre du comité de la Société Jean-Jacques Rousseau de Neuchâtel
- Membre de la Société archéologique de France